# ㅂ
ㅂ es un jamo del sistema de escritura coreano. El Unicode para ㅂ es U+3142. Su nombre en coreano es bieup (비읍).

## Descripción
Al principio y al final de una palabra o sílaba indica un sonido [p], mientras que después de una vocal designa un sonido [b]. Por ejemplo: se pronuncia [p] en 바지 ("pantalones"), pero [b] en 아버지 abeoji ("padre")